# Kongskilde Industries
Kongskilde Industries A/S är ett danskt företag, som tillverkar utrustning för jordbruket i Lynge-Eskilstrup i Sorø kommun. Det grundades 1949 av bokföraren Hans Tyndeskov och ingenjören Mogens Petersen som Kongskilde Maskinfabrik i Lynge-Eskilstrup, baserat på en av Mogens Petersen konstruerad spannmålsblåsare.
År 1997 förvärvade Kongskilde den tyska såmaskinstillverkaren Becker, 1998 den svenska plogtillverkaren Överums Bruk AB från Electrolux AB och 2000 Howard Group samt den danska såmaskinstillverkaren Nordsten.  
År 2007 köpte Dansk Landbrugs Grovvareselskab a.m.b.a (DLG) Kongskilde. 
År 2018 sålde DLG företaget till den brittiska investeringsfonden Green Park Partners.
Kongskilde Industries köpte 2011 den danska jordbruksmaskintillverkaren JF-Stoll, vars produktion av slåttermaskiner, luftvändare, räfsor och blandarvagnar flyttades 2015 från Sønderborg till dotterbolaget Kongskilde Polskas fabrik i Kutno. 
År 2016 förvärvades Kongskilde Industries sektor för gräs- och jordredskap, tillsammans med fabriken i Kutno och Överums bruk, av den London-baserade företagsgruppen CNH Industrial. Kvar i Kongskilde Industries behölls industri- och spannmålshanteringsdelarna. Koncernens produkter bestod därefter av utrustning för torkning, rensning och transport av spannmål samt utrustning för pneumatisk transport och behandling av industriellt processavfall.

## Kongskilde Agriculture
Namnet Kongskilde är idag kvar som varumärke för redskap för jordbearbetning och växtvård samt för slåttermaskiner och fullfoderblandare. Det är också namn på produktions- och eller försäljningsenheter inom CNH-gruppen, som "Kongskilde Agriculture", bland annat Kongskilde Agriculture Överum (produktion), Kongskilde Agriculture Albertslund i Danmark, Kongskilde Agriculture Kutno i Polen (produktion) och Kongskilde Agriculture Heilbronn i Tyskland.

## Bildgalleri

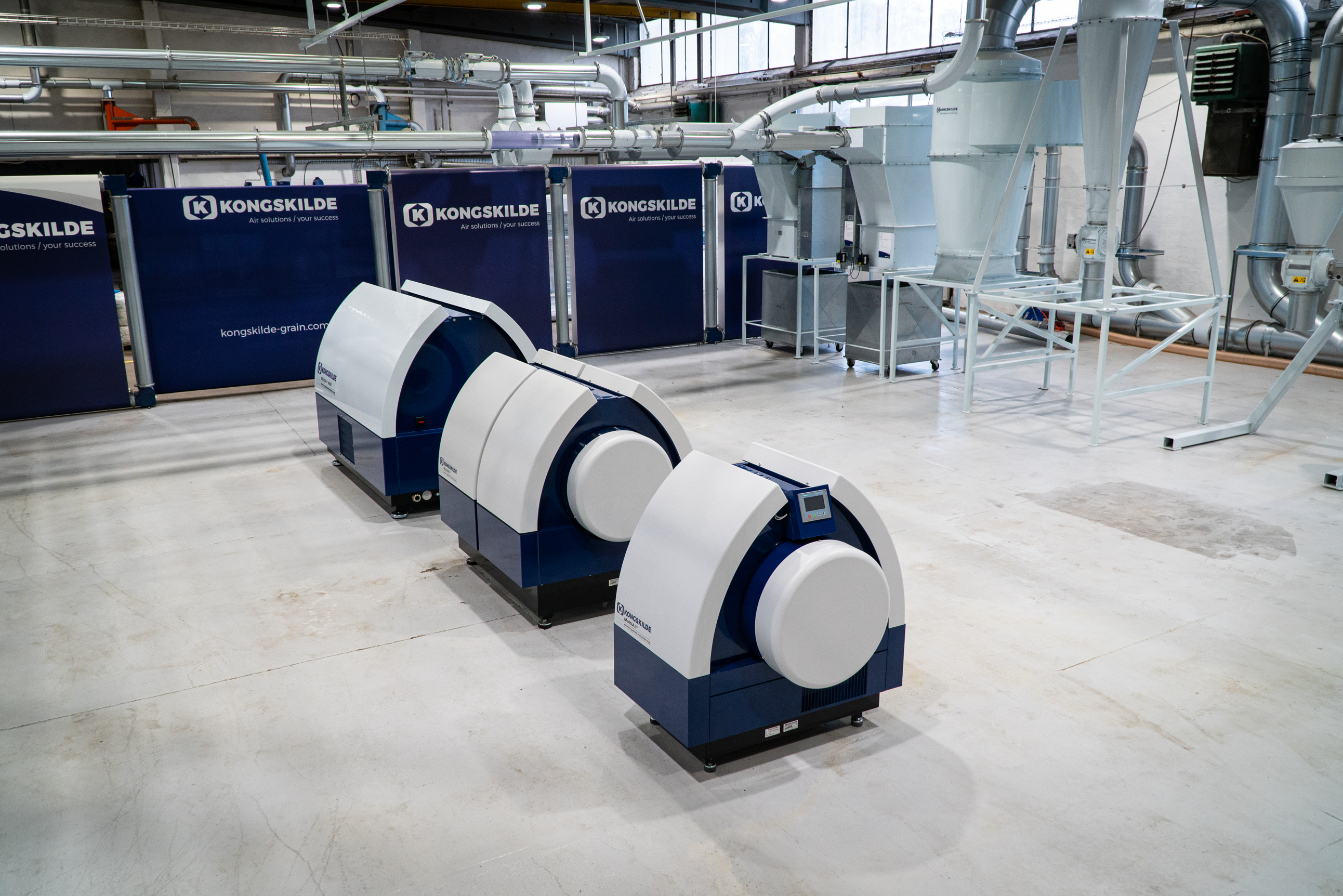
Spannmålsblåsare i Kongskildes teknologicenter i Sorø
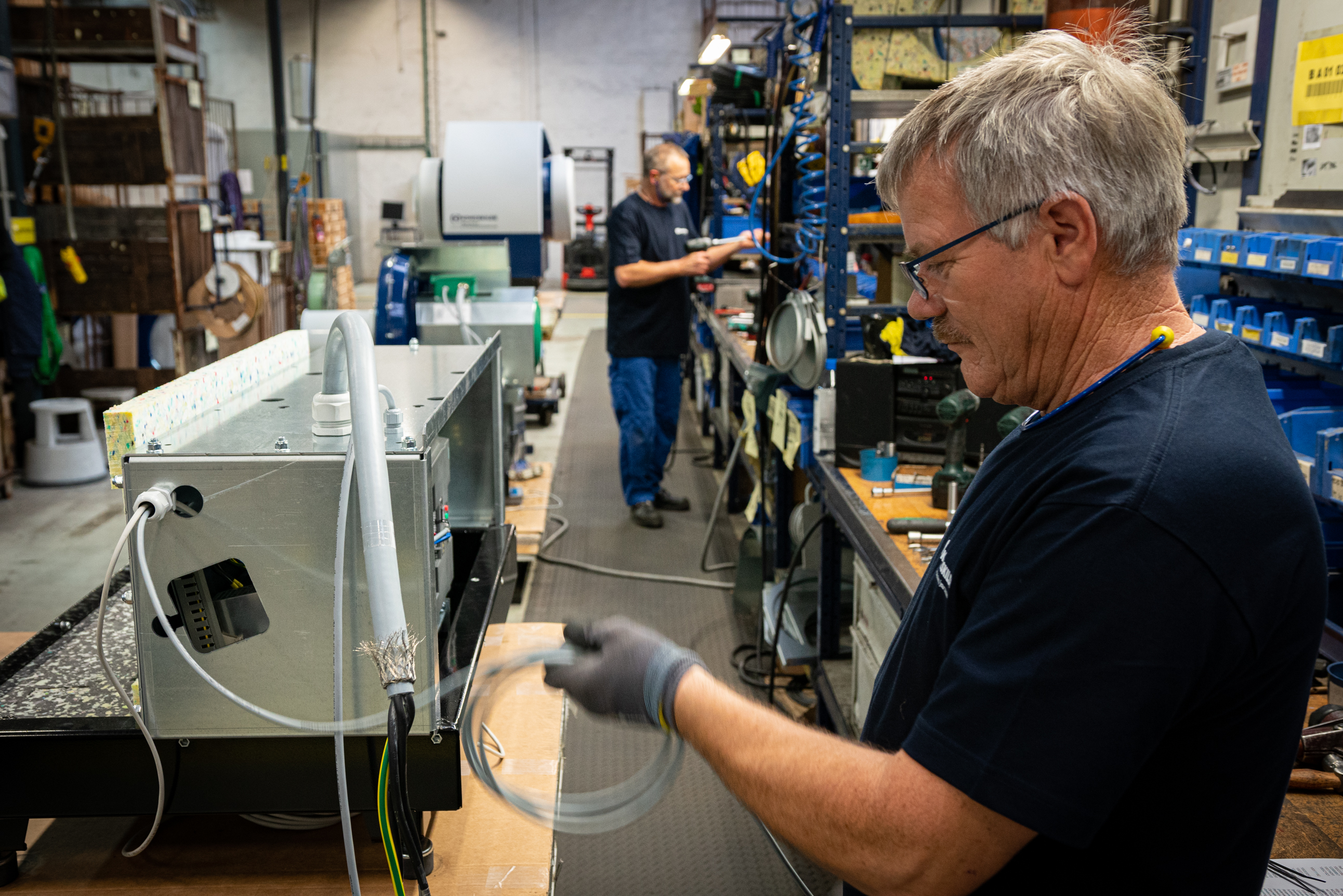
Produktion av spannmålsblåsare